# Torrente de Na Borges
El torrente de Na Borges es el torrente más largo de la isla de Mallorca, la mayor de las Baleares, en España. Tiene un recorrido de más de 40 km de longitud, y una cuenca de más de 330 km². Este curso de agua no es permanente, pero lleva agua durante gran parte del año, sobre todo el curso medio y bajo. Nace entre las localidades de Porreras y Felanich, corre hacia el norte y recoge el agua de las Sierra de Levante.
Al ser un torrente de la comarca del Llano de Mallorca, está rodeado de cultivos y desde antaño se han aprovechado sus aguas para el regadío, con interesantes estructuras hidráulicas. A pesar de la gran urbanización que han sufrido los alrededores del torrente aún se conservan interesantes bosques de ribera. Una vez atraviesa el Llano, desemboca en la bahía de Alcudia, cerca de Son Serra de Marina, y forma un pequeño humedal llamado pantà del bisbe (pantano del obispo). Está rodeado de carrizo, donde habitan gran cantidad de pájaros y lisas.
Parte del torrente forma parte del ANEI (Área Natural de Especial Interés) del torrente de Na Borges.
- Datos: Q11704658
- Multimedia: Torrent de na Borges / Q11704658